# Отношения между България и Монголия
Българо-монголските отношения са двустранните отношения между държавите България и Монголия. България има посолство в Улан Батор и Монголия има посолство в София.

## История
Монголската империя напада Втората българска държава през 1242 г. Това отслабва българската власт и тя започва да губи територии в полза на съседите си. За пръв път дипломатически отношения между двете страни са установени на 22 април 1950 г. Поради сходната идеологическа ситуация в двете държави отношенията между тях се развиват със стабилно темпо до 90-те години на XX век. След известен период на упадък в отношенията те започват отново да се възстановяват от 2001 г. До падането на социалистическия режим България е третият най-голям търговски партньор на Монголия, изнасяйки селскостопанска продукция и други стоки от леката промишленост. Към 2008 г. двете страни вече са обменили около 2 млн. щ.д. в стоки.

## Разменени визити

### 1985 – 1989
Тодор Живков посещава Монголия през юни 1985 г. по покана на генералния секретар на ЦК на Монголската народна партия Жамбин Батмунх. Българска парламентарна делегация, оглавявана от Станко Тодоров, посещава Монголия през май 1987 г. От своя страна, Жамбин Батмунх пристига на визита в България през 1987 г. по покана на Тодор Живков, а Петър Младенов също посещава Монголия през юли 1987 г. През септември 1988 г. в Монголия пристига българският министър на земеделието и горите Алекси Иванов за 22-рото събрание на Междуправителствената българо-монголска комисия за икономическо, научно и техническо сътрудничество. Приет е в Улан Батор от Думаагийн Содном.

### След 1990
Първият български президент Желю Желев посещава Монголия през 1995 г., а през 2000 г. Нацагийн Багабанди също пристига в България. Георги Първанов прави официална визита в Улан Батор през лятото на 2007 г., а Росен Плевнелиев посещава Монголия през 2015 г.